# Dipoena bimini
Dipoena bimini är en spindelart som beskrevs av Claude Lévi 1963. Dipoena bimini ingår i släktet Dipoena och familjen klotspindlar. Inga underarter finns listade i Catalogue of Life.